# Austin Pendleton

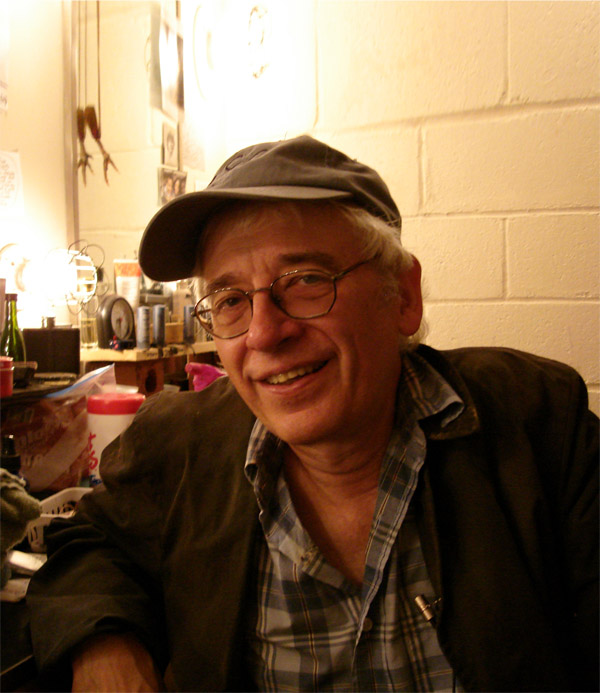
Austin Pendleton (2006)

Austin Campbell Pendleton (* 27. März 1940 in Warren, Ohio) ist ein US-amerikanischer Schauspieler.

## Leben und Leistungen
Pendleton machte einen Studienabschluss in Schauspiel an der Yale University. 1964 spielte er am Broadway in der Uraufführung des Musicals Anatevka die Rolle des Motel Kamzoil. Er sang hierin auch das Lied Miracle of Miracles.
Als Filmschauspieler debütierte Pendleton im Jahr 1968 mit einem kleinen Auftritt in Richard Lesters Drama Petulia, danach erhielt er eine erste substanzielle Rolle als Professor Fred neben Jackie Gleason und Groucho Marx in der Komödie Skidoo. In Peter Bogdanovichs Komödie Is’ was, Doc? (1972) trat er in der Rolle des unkonventionellen Millionärs Frederick Larrabee an der Seite von Barbra Streisand und Ryan O’Neal auf. In Billy Wilders bissig ironischer, filmischer Adaption des Bühnenstücks Extrablatt (1974) stellte Austin Pendleton einen politisch links gesinnten Inhaftierten Earl Williams dar, auf dessen Hinrichtung die Journalisten und der Sheriff warten, um das Ereignis für sich gewinnbringend auszuschlachten.
Pendleton wurde in Hollywood zu einem Spezialisten für schräge Nebenrollen und von Kritikern vielfach gelobt, wenngleich er nie zu einem Filmstar werden sollte. Im Film Tess und ihr Bodyguard (1994) spielte Pendleton die Rolle von Earl Fowler, dem Fahrer und Entführer von Tess Carlisle, gespielt von Shirley MacLaine. Für die Rolle im Film A Beautiful Mind – Genie und Wahnsinn (2001) wurde er 2002 für den Screen Actors Guild Award nominiert.
Pendleton ist seit dem Jahr 1979 Mitglied des Chicagoer Ensembles Steppenwolf Theatre Company. Er trat außerdem in zahlreichen Broadway-Theaterstücken wie Anatevka sowie in einigen Off-Broadway-Theaterstücken auf und führte Regie. Für die Regie des Stücks The Little Foxes wurde er im Jahr 1981 für den Tony Award nominiert.
Pendleton ist seit dem Jahr 1970 mit der Schauspielerin Katina Commings verheiratet und hat ein Kind.

## Filmografie (Auswahl)

### Film
- 1968: Petulia
- 1968: Skidoo
- 1970: Catch-22 – Der böse Trick (Catch-22)
- 1972: Is’ was, Doc? (What’s Up, Doc?)
- 1972: Ein Gauner kommt selten allein (Every Little Crook and Nanny)
- 1973: Webster ist nicht zu fassen (The Thief Who Came to Dinner)
- 1974: Extrablatt (The Front Page)
- 1977: The Last of the Cowboys
- 1979: Muppet Movie (The Muppet Movie)
- 1979: Auf ein Neues (Starting Over)
- 1980: Simon, der Außerirdische (Simon)
- 1980: Ene Mene Mu und Präsident bist du (First Family)
- 1985: Zwei dufte Kumpel (My Man Adam)
- 1986: Off Beat – Laßt die Bullen tanzen (Off Beat)
- 1986: Nummer 5 lebt! (Short Circuit)
- 1987: Zurück aus dem Jenseits (Hello Again)
- 1990: Mr. & Mrs. Bridge (Mr. and Mrs. Bridge)
- 1991: Die Ballade vom traurigen Café (The Ballad of the Sad Café)
- 1991: Der große Blonde mit dem schwarzen Fuß (True Identity)
- 1992: Mein Vetter Winnie (My Cousin Vinny)
- 1992: Lautloser Regen (Rain Without Thunder)
- 1993: Mr. Babysitter (Mr. Nanny)
- 1993: Mein Freund, der Zombie (My Boyfriend’s Back)
- 1993: Das Königsspiel – Ein Meister wird geboren (Searching for Bobby Fischer)
- 1994: Greedy
- 1994: Tess und ihr Bodyguard (Guarding Tess)
- 1995: Familienfest und andere Schwierigkeiten (Home for the Holidays)
- 1995: Two Much – Eine Blondine zuviel (Two Much)
- 1996: Immer Ärger mit Sergeant Bilko (Sgt. Bilko)
- 1996: 2 Tage in L. A. (2 Days in the Valley)
- 1996: The Proprietor
- 1996: Wer ist Mr. Cutty? (The Associate)
- 1996: Liebe hat zwei Gesichter (The Mirror Has Two Faces)
- 1997: Noch dümmer (Trial and Error)
- 1997: Sue – Eine Frau in New York (Sue Lost in Manhattan)
- 1997: Amistad
- 1997: Dark Moments – Im Angesicht des Todes (A River Made to Drown In)
- 1998: In den Fängen der Gewalt (Men of Means)
- 1999: Joe the King
- 1999: The 4th Floor – Haus der Angst (The 4th Floor)
- 2000: Fast Food, Fast Women
- 2001: A Beautiful Mind – Genie und Wahnsinn (A Beautiful Mind)
- 2002: Wishcraft
- 2002: Manna from Heaven
- 2003: Findet Nemo (Finding Nemo, Stimme)
- 2003: Uptown Girls – Eine Zicke kommt selten allein (Uptown Girls)
- 2004: Verrückte Weihnachten (Christmas with the Kranks)
- 2005: The Civilization of Maxwell Bright
- 2005: The Notorious Bettie Page
- 2006: Raising Flagg
- 2010: Wall Street: Geld schläft nicht (Wall Street: Money Never Sleeps)
- 2013: He’s Way More Famous Than You
- 2013: Black Box
- 2014: The Mend
- 2014: Broadway Therapy (She’s Funny That Way)
- 2016: Findet Dorie (Finding Dory, Stimme)
- 2018: 7 Splinters in Time (Omphalos)
- 2018: Sunset
- 2019: The Sound of Silence
- 2020: Before/During/After
- 2022: ’77

### Fernsehen
- 1983/1984: Chefarzt Dr. Westphall (St. Elsewhere, 2 Folgen)
- 1986: Miami Vice (Folge 2x13)
- 1986–1989: Der Equalizer (The Equalizer, 3 Folgen)
- 1989: Die Bill Cosby Show (The Cosby Show, Folge 5x13)
- 1989: B.L. Stryker (Folge 1x03)
- 1990: 21 Jump Street – Tatort Klassenzimmer (21 Jump Street, Folge 5x02)
- 1992: Mord ist ihr Hobby (Murder, She Wrote, Folge 8x20)
- 1992: Gut gezielt ist halb getroffen (Four Eyes and Six Guns, Fernsehfilm)
- 1994: Detektiv Hanks (The Cosby Mysteries, Folge 1x05)
- 1995: Geschichten aus der Gruft (Tales from the Crypt, Folge 6x12)
- 1997: Frasier (Folge 4x11 Kleine Freuden)
- 1997: Practice – Die Anwälte (The Practice, Folge 1x06)
- 1998–1999: Homicide (Homicide: Life on the Street, 11 Folgen)
- 1998–2002: Oz – Hölle hinter Gittern (Oz, 11 Folgen)
- 2000: The West Wing – Im Zentrum der Macht (The West Wing, Folge 1x21)
- 2002: Ein Hauch von Himmel (Touched by an Angel, Folge 9x10)
- 2003: Law & Order: Special Victims Unit (Folge 5x09 Kontrollverlust)
- 2004: Criminal Intent – Verbrechen im Visier (Law & Order: Criminal Intent, Folge 4x09)
- 2005: Die himmlische Joan (Joan of Arcadia, Folge 2x18)
- 2009: Life on Mars (Folge 1x13)
- 2011: Person of Interest (Folge 1x08 Der Fall Ulrich Kohl)
- 2012: Game Change – Der Sarah-Palin-Effekt (Game Change, Fernsehfilm)
- 2014: Humane Resources (4 Folgen)
- 2016: Billions (2 Folgen)
- 2018: Alex, Inc. (Folge 1x01)
- 2020: New Amsterdam (Folge 2x11)
- 2021: The Good Fight (Folge 5x10)